# 杭州绿城育华学校
杭州绿城育华学校，是浙江省杭州市的一所寄宿制民办中学，建校于1993年，由初中部和高中部组成，隶属于绿城育华教育集团。位于杭州市西湖区文一西路532号，占地面积250多亩。是杭州唯一市直属私立重点学校。高中國際部開設德語、英語、西班牙語課程。校内有杭州汉基外籍人员子女学校，开设IB课程，招生规模150名。多年承办国际文化节。

## 历史沿革
杭州绿城育华学校前身为杭州市政协之友于1993年1月创办的民办杭州育华学校，2001年改为现用名。
2011年开始，从初一起实行分层教学，开设睿励项目。
2016年，在澳大利亚阿德莱德成立海外学习中心。

## 学校概况

### 校训
仁爱求真

### 历任校长
- 蒋思贤[6]
- 陈建国[9]

查品洋
范里
马锦绣

## 友好学校
淳安大墅中学、澳洲威斯敏斯特友好学校、英国圣心女子学校、香港汉基国际学校、德国瓦尔特拉特瑙高级中学、新加坡莱佛士学校、新加坡华侨中学、美国波士顿温莎中学

## 高中部课程
高中部实行选课走班。按行政班（比如2019届高一）或随机（比如2018届高二除语文数学英语外的科目）分为ABCD班，按考试成绩分层。1层为成绩最差的班。一般有两层或三层，有时也会只有一层或者有四层。

## 相关电影
- 彼时曾相伴